# Kachi Asatiani
Kachi Asatiani, gruzínsky კახი ასათიანი (1. ledna 1947 Telavi – 20. listopadu 2002 Tbilisi) byl gruzínský fotbalista, záložník, jenž reprezentoval někdejší Sovětský svaz. Po skončení aktivní kariéry působil jako trenér. Byl zastřelen neznámými útočníky ve vlastním autě.

## Fotbalová kariéra
V nejvyšší soutěži Sovětského svazu hrál za Dinamo Tbilisi. Nastoupil ve 218 ligových utkáních a dal 27 gólů. V Poháru UEFA nastoupil v 8 utkáních a dal 1 gól. Za reprezentaci Sovětského svazu nastoupil v letech 1968-1970 v 16 utkáních a dal 5 gólů. Byl členem reprezentace Sovětského svazu na mistrovství Evropy ve fotbale 1968, ale v zápase nenastoupil. Na mistrovství světa ve fotbale 1970 nastoupil v 4 utkáních a dal 1 gól.

## Ligová bilance
| Ročník                               | Zápasy | Góly | Klub           |
| ------------------------------------ | ------ | ---- | -------------- |
| Sovětská fotbalová Vysšaja liga 1966 | 15     | 5    | Dinamo Tbilisi |
| Sovětská fotbalová Vysšaja liga 1967 | 31     | 5    | Dinamo Tbilisi |
| Sovětská fotbalová Vysšaja liga 1968 | 27     | 6    | Dinamo Tbilisi |
| Sovětská fotbalová Vysšaja liga 1969 | 31     | 4    | Dinamo Tbilisi |
| Sovětská fotbalová Vysšaja liga 1970 | 26     | 1    | Dinamo Tbilisi |
| Sovětská fotbalová Vysšaja liga 1971 | 5      | 0    | Dinamo Tbilisi |
| Sovětská fotbalová Vysšaja liga 1972 | 21     | 2    | Dinamo Tbilisi |
| Sovětská fotbalová Vysšaja liga 1973 | 27     | 2    | Dinamo Tbilisi |
| Sovětská fotbalová Vysšaja liga 1974 | 21     | 2    | Dinamo Tbilisi |
| Sovětská fotbalová Vysšaja liga 1975 | 13     | 0    | Dinamo Tbilisi |
| CELKEM 1. liga                       | 215    | 27   |                |

## Trenérská kariéra
Na klubové úrovni trénoval FC Dinamo Tbilisi.